# Fujiwara no Asayori
Fujiwara no Asayori (藤原朝頼, [– 965] Erro: {{japonês}}: texto da transliteração contém caractere não latino (pos 9) (ajuda)), foi um poeta e nobre membro da Corte durante o Período Heian da História do Japão.

## Vida
Este membro do Ramo Kanjūji do Clã Fujiwara era o quarto filho de udaijin Fujiwara no Sadakata.

## Carreira
Iniciou sua carreira no Umaryō (divisão do bureau encarregado pelos cavalos), depois foi nomeado para o Danjō Dai (Departamento de Censura), promovido a Shōnagon, passou a exercer sua função no Konoefu (Quartel da Guarda do Palácio), e após isso no Sadaiben (Auditoria da Esquerda) e no Hyoefu (Quartel da Guarda Militar) e por fim no Kageyushi (organismo auditor das contas dos governadores).
| Precedido por Fujiwara no Sadakata | -- 4º Líder dos Kanjūji Fujiwara | Sucedido por Fujiwara no Tamesuke |